# ريفا فاشن
ريفا فاشن هي علامة ازياء تجارية مُتخصصة في الملابس والأحذية والاكسسوارات والعطور للنساء والأطفال. تتواجد ريفا فاشن في 6 دول وهي دول مجلس التعاون الخليجي مع أكثر من 50 متجرًا و5000 موظفًا. تتمتع العلامة التجارية بحضور رقمي كبير، مع تطبيقات الإنترنت والهاتف المحمول التي تجذب النساء للاستمتاع بتجربة تسوق مع الشحن العالمي. تعود ملكية ريفا فاشن إلى شركة أرمادا الذي تم تأسيسها في الكويت في عام 1973 من قبل عائلة الطحان.

## جوائز
فازت ريفا فاشون بـ «الأفضل في مجال الملابس والإكسسوارات» في الشرق الأوسط في جوائز العلامات التجارية العالمية للأعوام 2016 و 2017 و 2018.

## عدد المتاجر
عدد متاجر ريفا فاشن اعتبارًا من 20 فبراير 2019

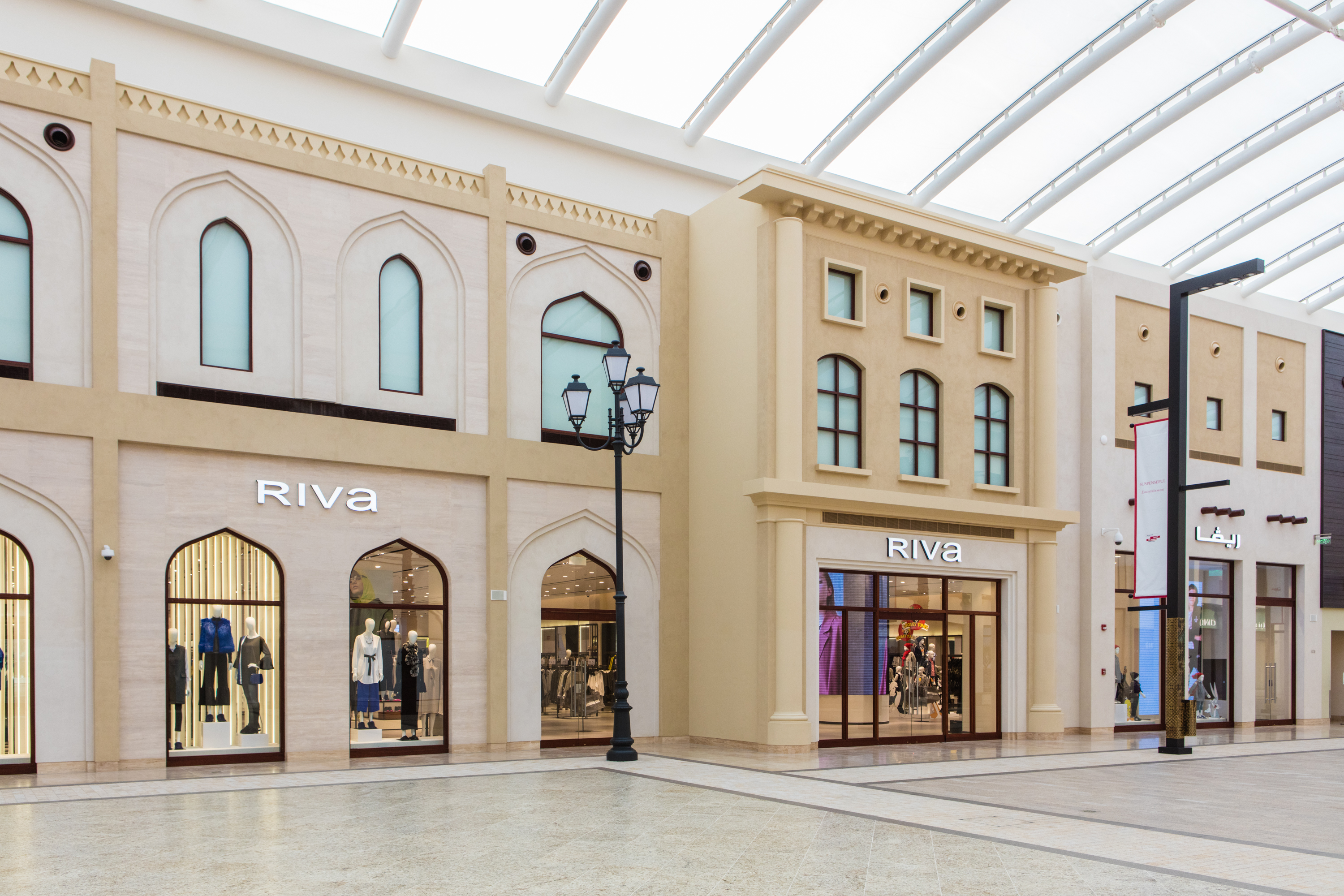
واجهة متجر ريفا فاشن.

- الكويت: 12
- السعودية: 17
- الإمارات العربية المتحدة: 10
- قطر: 8
- البحرين: 2
- عمان: 2

## روابط خارجية
- محلات ريفا للأزياء في الشرق الأوسط